# Brettes
Pour les articles homonymes, voir Brettes.
Brettes est une commune du Sud-Ouest de la France située dans le département de la Charente, en région Nouvelle-Aquitaine.
Ses habitants sont des Brettois et des  Brettoises.

## Géographie

### Localisation et accès
Brettes est une commune du Nord-Charente située à 3 km à l'ouest de Villefagnan, chef-lieu de son canton.
Située non loin de la limite des Deux-Sèvres (6 km), elle est à 12 km de Ruffec (à l'est) et d'Aigre (au sud), 15 km de Chef-Boutonne, 44 km de Saint-Jean-d'Angély, 40 km d'Angoulême, 52 km de Niort, 68 km de Poitiers.
La route principale est la D 9, route de Villefagnan à Longré, qui traverse la commune et le bourg d'est en ouest. La D 61 et la D 303 relient aussi le bourg aux communes alentour.
La gare la plus proche est celle de Ruffec, desservie par des TER et grandes lignes à destination d'Angoulême, Poitiers, Bordeaux et Paris.

### Hameaux et lieux-dits
La commune comporte quelques hameaux, comme Marsillé, le Grand Villeret et le Petit Villeret, qui sont en limite sud, et la Charrière à l'ouest.

### Communes limitrophes
| Paizay-Naudouin-Embourie | Empuré        |             |
| Longré                   | Brettes       | Villefagnan |
|                          | Saint-Fraigne | Souvigné    |

### Géologie et relief
Géologiquement, la commune est dans le calcaire du Jurassique du Bassin aquitain, comme tout le Nord-Charente. Plus particulièrement, l'Oxfordien (Jurassique supérieur) occupe la surface communale. Des alluvions récentes du Quaternaire occupent les vallées à l'ouest,,.
Le relief de la commune est celui d'une plaine et de bas plateaux au sud. Le point culminant est à une altitude de 126 m, situé près de la limite sud-est. Le point le plus bas est à 75 m, situé le long de l'Aume sur la limite ouest. Le bourg est à 95 m d'altitude.

### Hydrographie

#### Réseau hydrographique

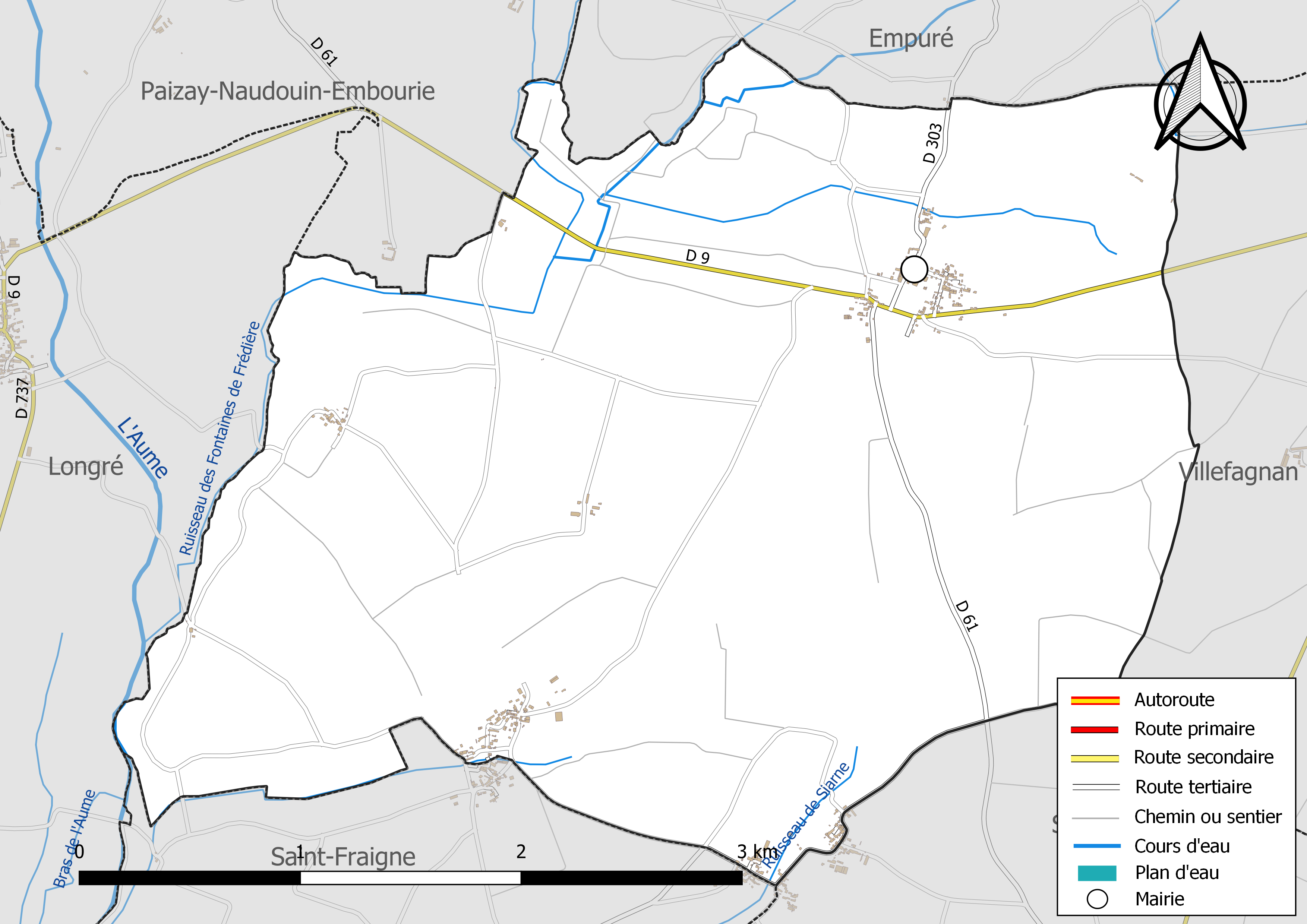
Réseaux hydrographique et routier de Brettes.

La commune est située dans le bassin versant de la Charente au sein  du Bassin Adour-Garonne. Elle est drainée par l'Aume, le ruisseau des Fontaines de Frédière le ruisseau de Siarne et par divers petits cours d'eau, qui constituent un réseau hydrographique de 8 km de longueur totale,.
L'Aume, affluent de la Charente en rive droite, arrose l'ouest de la commune. Elle reçoit sur sa rive gauche un petit affluent, le ruisseau des Fontaines de Frédière, naissant sur la commune voisine de Paizay-Naudouin et qui fait aussi la limite communale avec Longré, et qui rassemble d'autres ruisseaux intermittents arrosant le nord de la commune. D'une longueur totale de 3 km, elle prend sa source dans les Deux-Sèvres,dans la commune de Valdelaume, et se jette  dans la Charente à Ambérac, après avoir traversé 11 communes.
Au sud, un court ruisseau naissant au Grand Villeret coule en direction du sud et du ruisseau de Siarne, affluent de l'Aume.
Des bassines servant à l'irrigation ont été édifiées à l'ouest, près de la Charrière.

#### Gestion des cours d'eau
Le territoire communal est couvert par le schéma d'aménagement et de gestion des eaux (SAGE) « Charente ». Ce document de planification, dont le territoire correspond au bassin de la Charente, d'une superficie de 9 300 km2, a été approuvé le 19 novembre 2019. La structure porteuse de l'élaboration et de la mise en œuvre est l'établissement public territorial de bassin Charente. Il définit sur son territoire les objectifs généraux d’utilisation, de mise en valeur et de protection quantitative et qualitative des ressources en eau superficielle et souterraine, en respect des objectifs de qualité définis dans le troisième SDAGE  du Bassin Adour-Garonne qui couvre la période 2022-2027, approuvé le 10 mars 2022.

### Climat
Comme dans les trois quarts sud et ouest du département, le climat est océanique aquitain.

## Urbanisme

### Typologie
Au 1er janvier 2024, Brettes est catégorisée commune rurale à habitat dispersé, selon la nouvelle grille communale de densité à 7 niveaux définie par l'Insee en 2022.
Elle est située hors unité urbaine. Par ailleurs la commune fait partie de l'aire d'attraction de Ruffec, dont elle est une commune de la couronne,. Cette aire, qui regroupe 30 communes, est catégorisée dans les aires de moins de 50 000 habitants,.

### Occupation des sols
L'occupation des sols de la commune, telle qu'elle ressort de la base de données européenne d’occupation biophysique des sols Corine Land Cover (CLC), est marquée par l'importance des territoires agricoles (93,1 % en 2018), une proportion sensiblement équivalente à celle de 1990 (93 %). La répartition détaillée en 2018 est la suivante : 
terres arables (89,4 %), forêts (3,7 %), zones urbanisées (3,2 %), zones agricoles hétérogènes (1,9 %), prairies (1,7 %). L'évolution de l’occupation des sols de la commune et de ses infrastructures peut être observée sur les différentes représentations cartographiques du territoire : la carte de Cassini (XVIIIe siècle), la carte d'état-major (1820-1866) et les cartes ou photos aériennes de l'IGN pour la période actuelle (1950 à aujourd'hui).

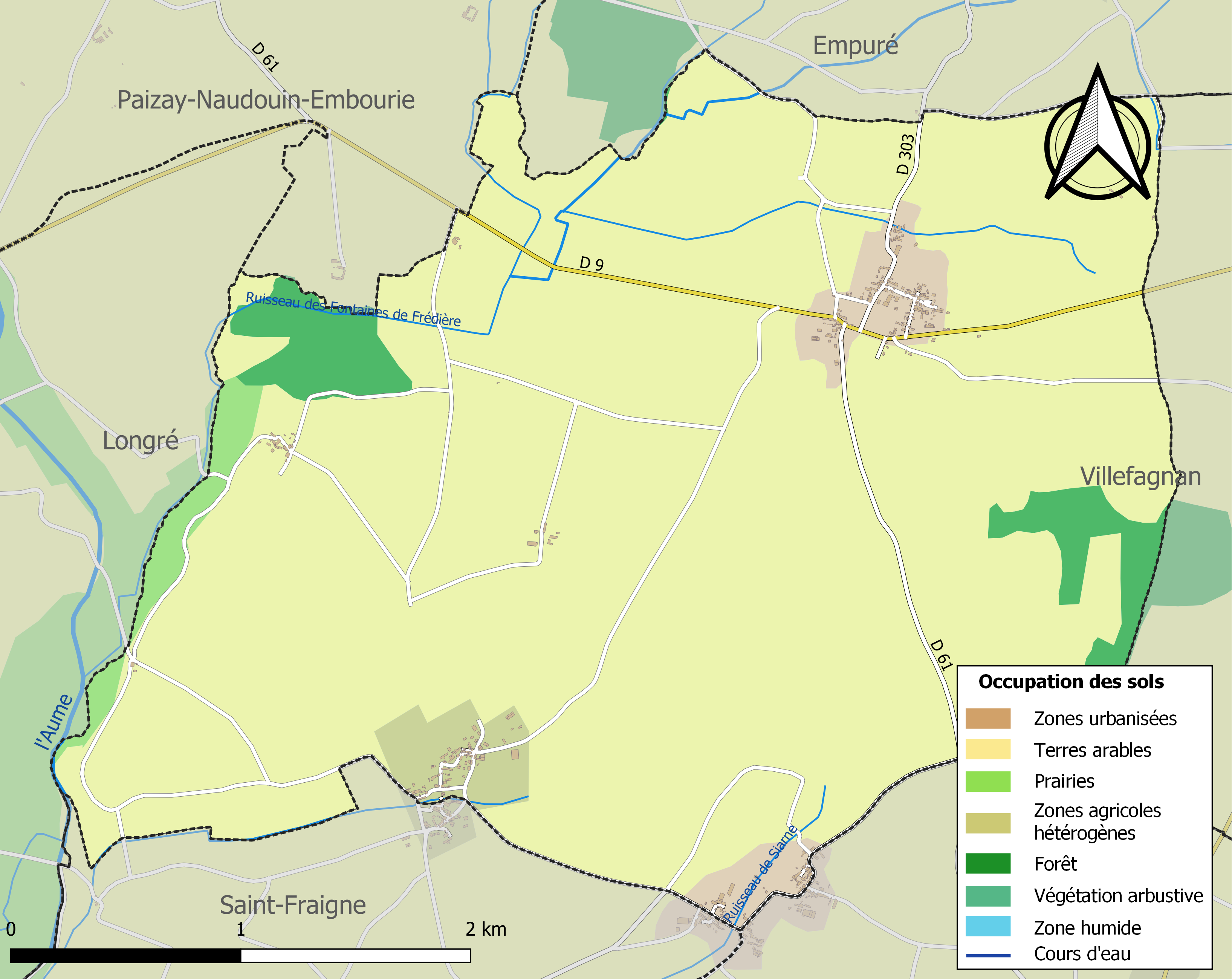
Carte des infrastructures et de l'occupation des sols de la commune en 2018 (CLC).

### Risques majeurs
Le territoire de la commune de Brettes est vulnérable à différents aléas naturels : météorologiques (tempête, orage, neige, grand froid, canicule ou sécheresse) et séisme (sismicité modérée). Il est également exposé à un risque technologique, le transport de matières dangereuses. Un site publié par le BRGM permet d'évaluer simplement et rapidement les risques d'un bien localisé soit par son adresse soit par le numéro de sa parcelle.

#### Risques naturels

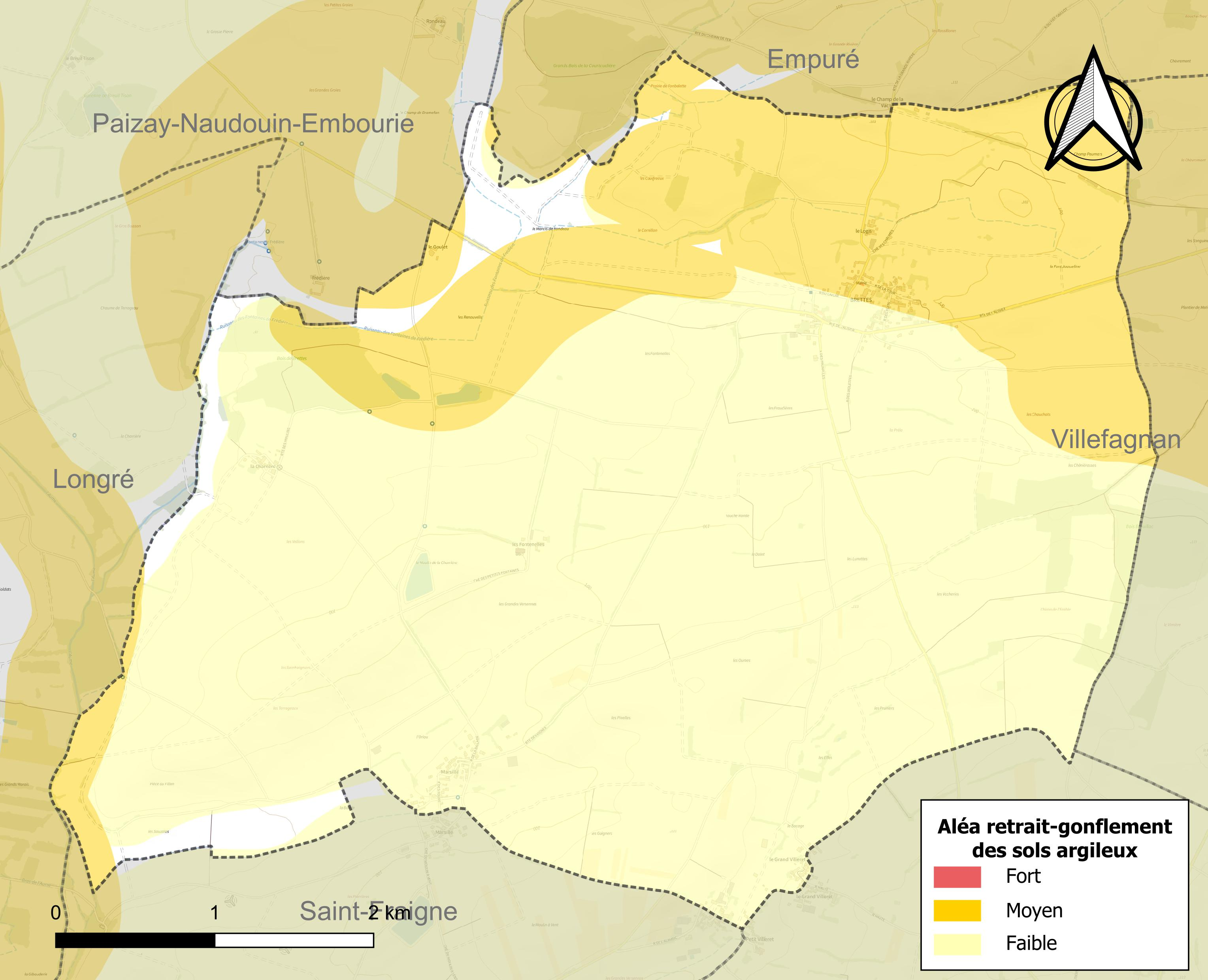
Carte des zones d'aléa retrait-gonflement des sols argileux de Brettes.

Le retrait-gonflement des sols argileux est susceptible d'engendrer des dommages importants aux bâtiments en cas d’alternance de périodes de sécheresse et de pluie. 26,8 % de la superficie communale est en aléa moyen ou fort (67,4 % au niveau départemental et 48,5 % au niveau national). Sur les 110 bâtiments dénombrés sur la commune en 2019, 37 sont en aléa moyen ou fort, soit 34 %, à comparer aux 81 % au niveau départemental et 54 % au niveau national. Une cartographie de l'exposition du territoire national au retrait gonflement des sols argileux est disponible sur le site du BRGM,.
Par ailleurs, afin de mieux appréhender le risque d’affaissement de terrain, l'inventaire national des cavités souterraines permet de localiser celles situées sur la commune.
La commune a été reconnue en état de catastrophe naturelle au titre des dommages causés par les inondations et coulées de boue survenues en 1982 et 1999. Concernant les mouvements de terrains, la commune a été reconnue en état de catastrophe naturelle au titre des dommages causés par des mouvements de terrain en 1999.

#### Risques technologiques
Le risque de transport de matières dangereuses sur la commune est lié à sa traversée par une ou des infrastructures routières ou ferroviaires importantes ou la présence d'une canalisation de transport d'hydrocarbures. Un accident se produisant sur de telles infrastructures est susceptible d’avoir des effets graves sur les biens, les personnes ou l'environnement, selon la nature du matériau transporté. Des dispositions d’urbanisme peuvent être préconisées en conséquence.

## Toponymie
Les formes anciennes sont Brecis en 1280, Brethis en 1648.
L'origine du nom de Brettes remonterait à un nom de personne gaulois Brittius, ce qui correspondrait au « domaine de Brittius ». Britto- est un terme de nom gaulois.

## Histoire
Les photographies aériennes ont montré la présence d'une villa gallo-romaine au lieu-dit les Dunes.
L'église Saint-Cybard de Brettes appartenait à l'ancien diocèse de Poitiers.
Avant le XIXe siècle, des moulins à vent agitaient leurs ailes au sommet des collines (moulin de la Charrière, etc.).
En 1570, trois vaches ornaient le blason d'argent de Brettes qui leur doit sans doute son nom, car brette signifie vache bretonne en poitevin,.

## Administration
| Période                                  | Période  | Identité      | Étiquette | Qualité           |
| ---------------------------------------- | -------- | ------------- | --------- | ----------------- |
| 1965                                     | 1995     | Daniel Debord | SE        | Agriculteur       |
| 1995                                     | 2014     | René Gallais  | SE        | Retraité agricole |
| 2014                                     | En cours | Thierry André |           | Agriculteur       |
| Les données manquantes sont à compléter. |          |               |           |                   |

## Démographie

### Évolution démographique
L'évolution du nombre d'habitants est connue à travers les recensements de la population effectués dans la commune depuis 1793. Pour les communes de moins de 10 000 habitants, une enquête de recensement portant sur toute la population est réalisée tous les cinq ans, les populations de référence des années intermédiaires étant quant à elles estimées par interpolation ou extrapolation. Pour la commune, le premier recensement exhaustif entrant dans le cadre du nouveau dispositif a été réalisé en 2006.

En 2022, la commune comptait 163 habitants, en évolution de −7,39 % par rapport à 2016 (Charente : −0,48 %, France hors Mayotte : +2,11 %).
| 1793 | 1800 | 1806 | 1821 | 1831 | 1841 | 1846 | 1851 | 1856 |
| ---- | ---- | ---- | ---- | ---- | ---- | ---- | ---- | ---- |
| 425  | 477  | 468  | 475  | 563  | 619  | 590  | 563  | 600  |

| 1861 | 1866 | 1872 | 1876 | 1881 | 1886 | 1891 | 1896 | 1901 |
| ---- | ---- | ---- | ---- | ---- | ---- | ---- | ---- | ---- |
| 585  | 542  | 495  | 465  | 470  | 429  | 433  | 402  | 358  |

| 1906 | 1911 | 1921 | 1926 | 1931 | 1936 | 1946 | 1954 | 1962 |
| ---- | ---- | ---- | ---- | ---- | ---- | ---- | ---- | ---- |
| 369  | 380  | 341  | 285  | 303  | 294  | 272  | 278  | 261  |

| 1968 | 1975 | 1982 | 1990 | 1999 | 2006 | 2011 | 2016 | 2021 |
| ---- | ---- | ---- | ---- | ---- | ---- | ---- | ---- | ---- |
| 232  | 208  | 197  | 197  | 187  | 189  | 200  | 176  | 165  |

| 2022 | - | - | - | - | - | - | - | - |
| ---- | - | - | - | - | - | - | - | - |
| 163  | - | - | - | - | - | - | - | - |

### Pyramide des âges
La population de la commune est relativement jeune.
En 2018, le taux de personnes d'un âge inférieur à 30 ans s'élève à 32,4 %, soit au-dessus de la moyenne départementale (30,2 %). À l'inverse, le taux de personnes d'âge supérieur à 60 ans est de 28,4 % la même année, alors qu'il est de 32,3 % au niveau départemental.
En 2018, la commune comptait 87 hommes pour 88 femmes, soit un taux de 50,29 % de femmes, légèrement inférieur au taux départemental (51,59 %).
Les pyramides des âges de la commune et du département s'établissent comme suit.
| Hommes | Classe d’âge | Femmes |
| ------ | ------------ | ------ |
| 0,0    | 90 ou +      | 0,0    |
| 11,5   | 75-89 ans    | 15,7   |
| 14,9   | 60-74 ans    | 14,6   |
| 24,1   | 45-59 ans    | 23,6   |
| 16,1   | 30-44 ans    | 14,6   |
| 11,5   | 15-29 ans    | 13,5   |
| 21,8   | 0-14 ans     | 18,0   |

| Hommes | Classe d’âge | Femmes |
| ------ | ------------ | ------ |
| 1      | 90 ou +      | 2,7    |
| 9,2    | 75-89 ans    | 12     |
| 20,6   | 60-74 ans    | 21,3   |
| 20,7   | 45-59 ans    | 20,3   |
| 16,8   | 30-44 ans    | 16     |
| 15,6   | 15-29 ans    | 13,4   |
| 16,1   | 0-14 ans     | 14,3   |

## Économie

### Agriculture
La viticulture occupe une petite partie de l'activité agricole. La commune est située dans les Bons Bois, dans la zone d'appellation d'origine contrôlée du cognac.

## Lieux et monuments

### Patrimoine religieux

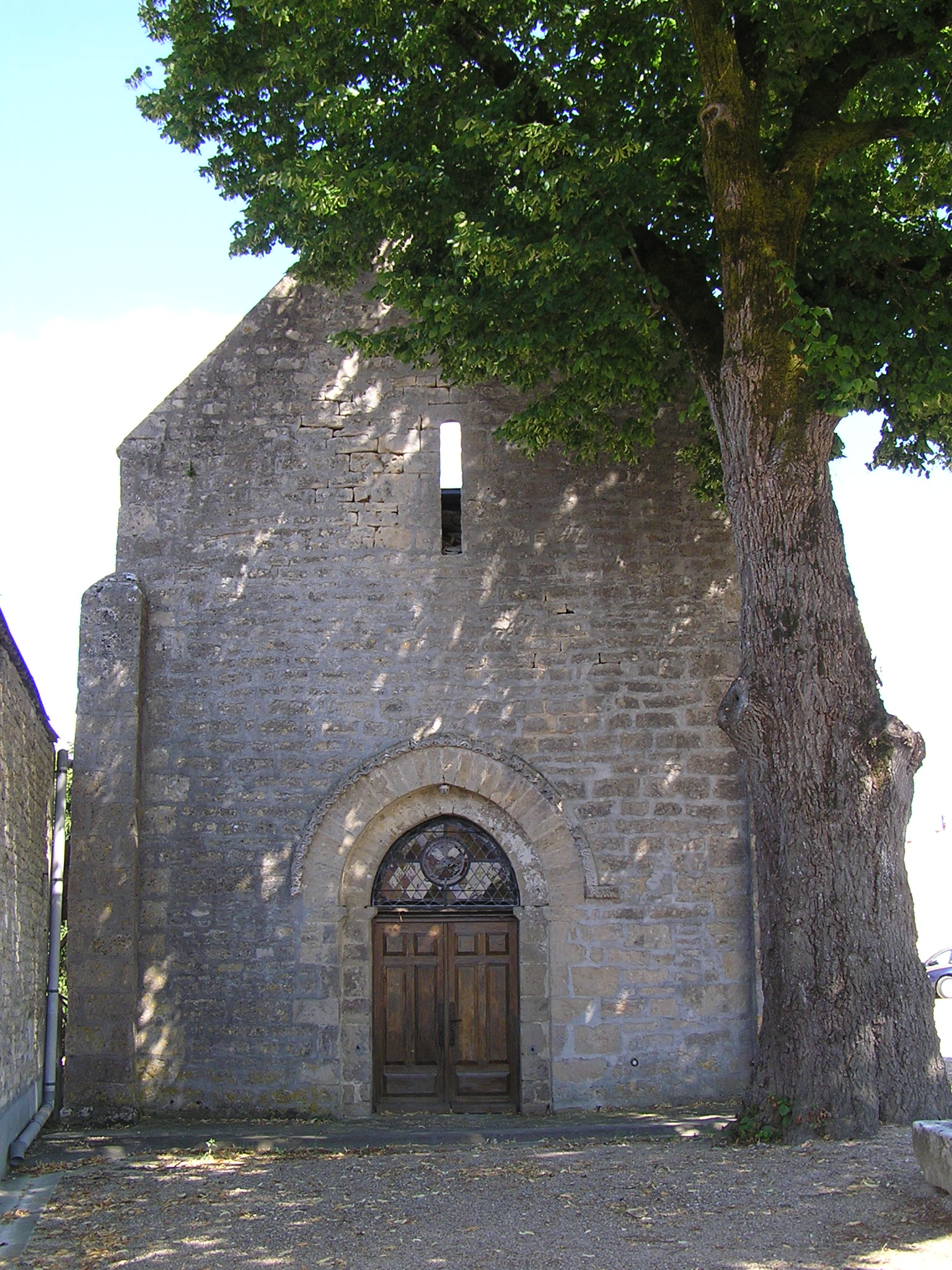
L'église.

L'église paroissiale Saint-Cybard dont les parties basses remontent au XIIe siècle dessine un rectangle allongé. Elle a été remaniée au XVe siècle d'où l'aspect gothique des fenêtres.
Une tour d'escalier polygonale dessert le clocher carré.
La nef a été abaissée puis elle a été doublée d'une voûte de lauzes en briques en 1867 et 1868.
La pierre des morts a été ramenée devant l'église.

### Patrimoine civil
Au XIIIe siècle, un ancien château appelé la Tour de Brettes abritait une prison d'état. Ce château fut transformé au XVe siècle. Il n'en reste que des contreforts percés d'archères et quelques ornements Renaissance qui font remonter une partie des constructions au XVe siècle.
Le lavoir Saint-Cybard a été construit au-dessus du puits Saint-Cybard.
La légende veut que l'eau y a été trouvée, lors de la sécheresse de l'été 1893, après que le curé ait organisé une procession jusqu'à ce lieu.

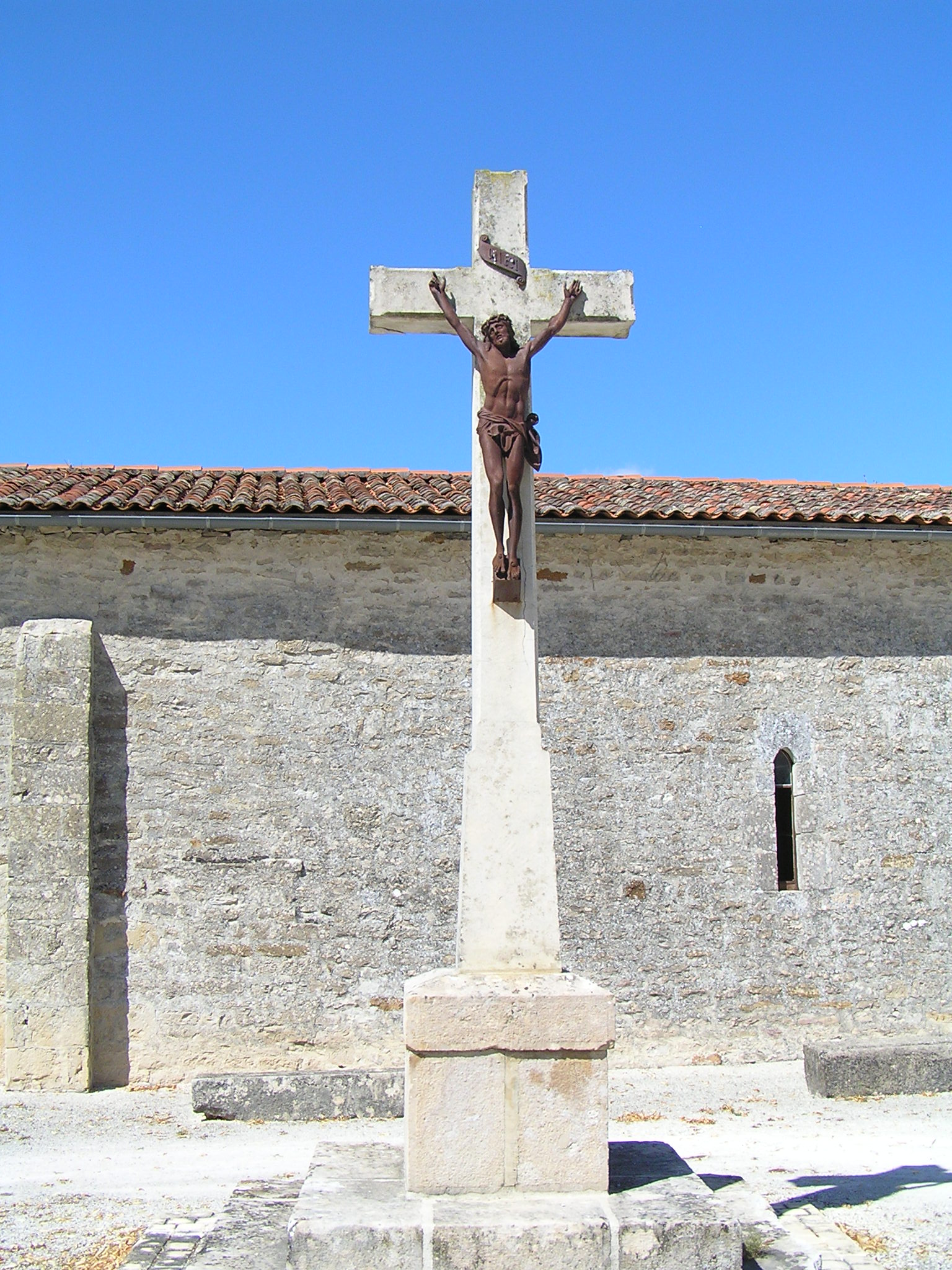
Croix.
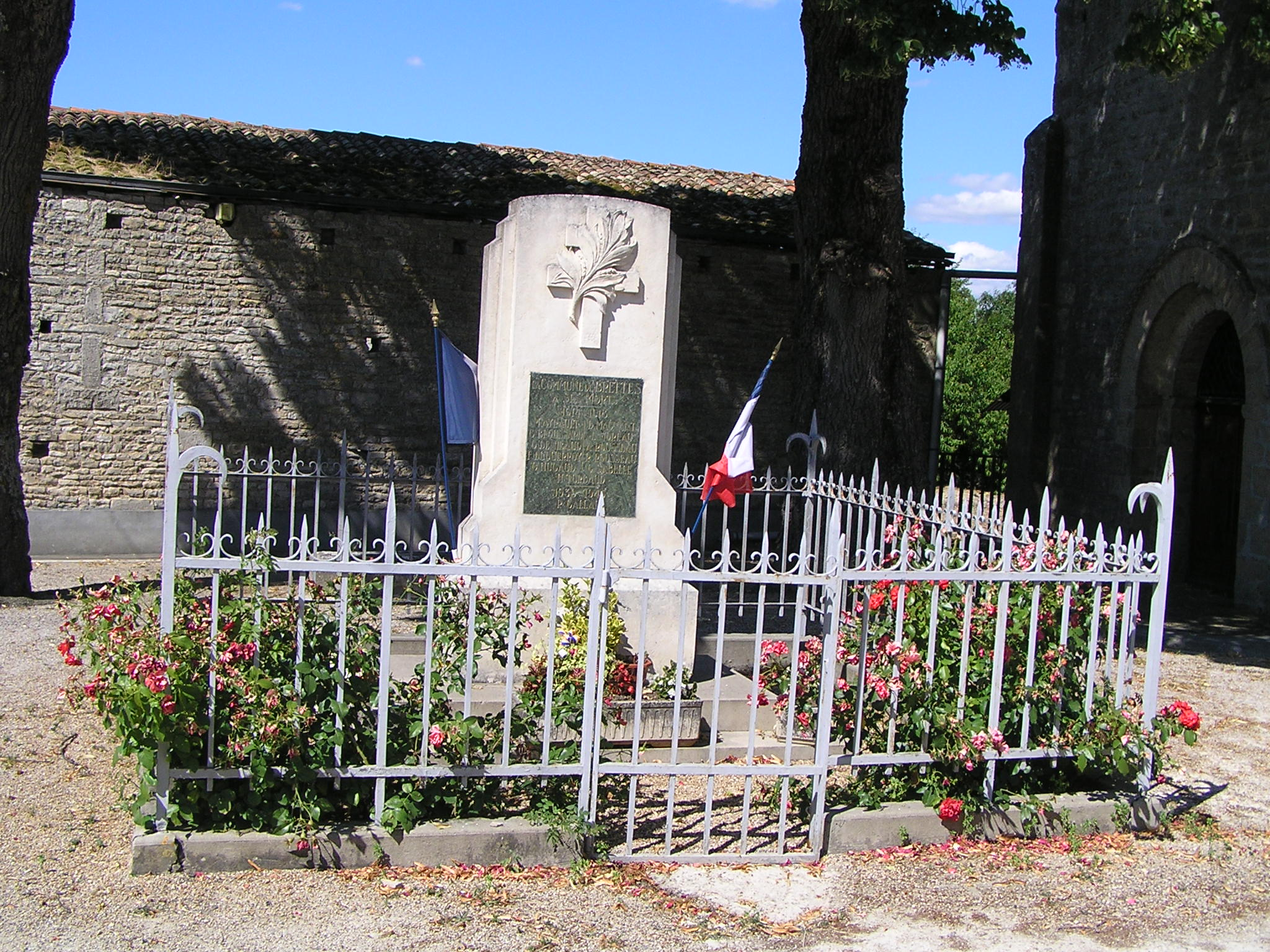
Monument aux morts.
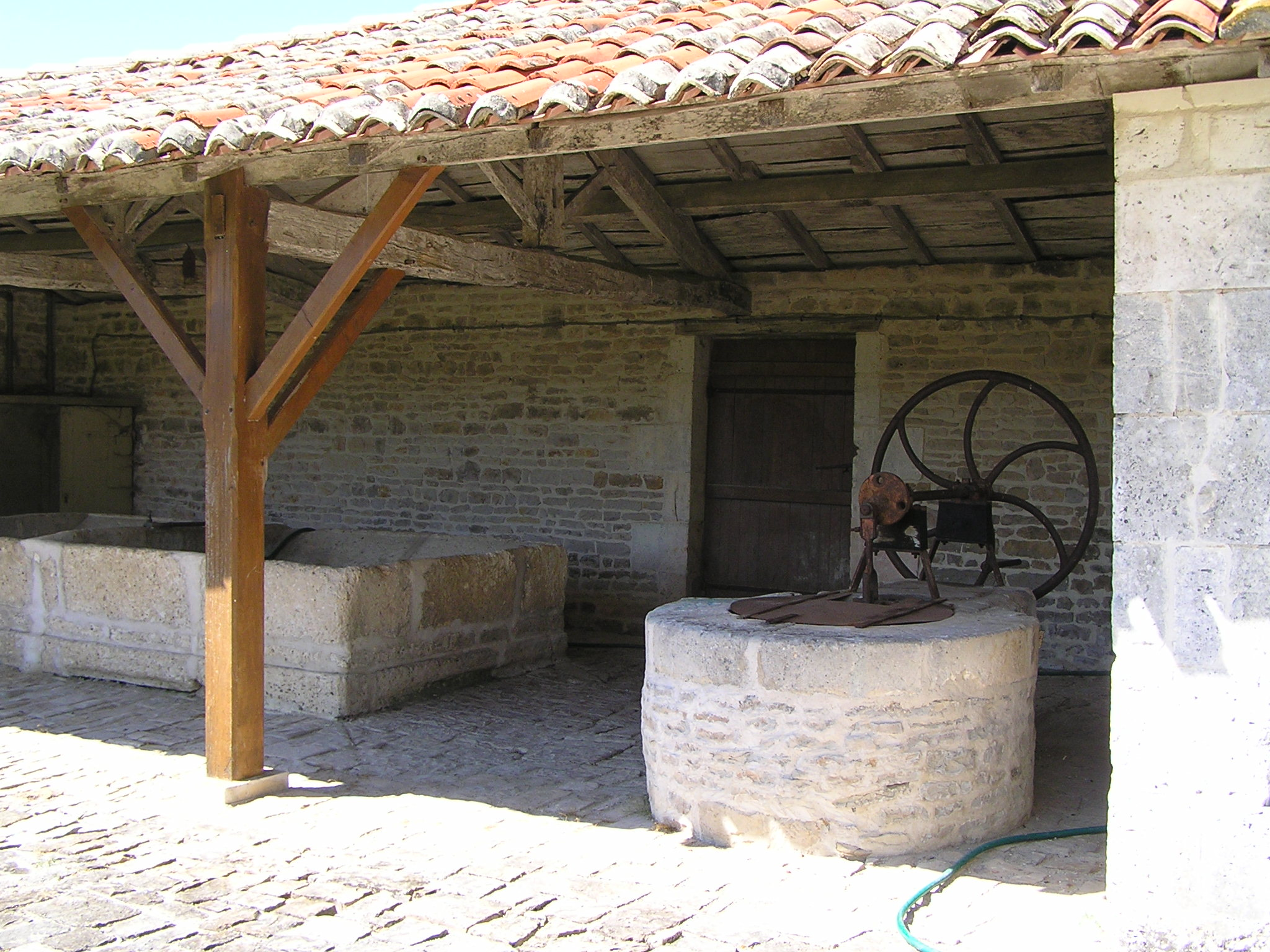
Puits, pompe et lavoir.

## Personnalités liées à la commune
- Famille de Brettes.

## Héraldique
| Blason | Blasonnement : D’azur au château couvert d’or, donjonné de deux pièces, ouvert et ajouré du champ, maçonné de sable, au chef cousu de gueules chargé de trois vaches cousues de sable. Commentaires : Blason de Brettes. |